# فرد ديفيس (لاعب كرة قدم أمريكية)
فرد ديفيس (بالإنجليزية: Fred Davis)‏ هو لاعب كرة قدم أمريكية أمريكي، ولد في 15 فبراير 1918 في لويفيل في الولايات المتحدة، وتوفي في 10 مارس 1995 في سلما في الولايات المتحدة.

## وصلات خارجية
- فرد ديفيس على موقع مرجع كرة القدم المحترفة.كوم (الإنجليزية)